# Каменц
Каменц (нім. Kamenz, в.-луж. Kamjenc, н.-луж. Kamjenc) — місто на сході Німеччини, у федеральній землі Саксонія. Належить до адміністративного району Баутцен. Складова частина об'єднання громад Каменц-Шентайхен.
Площа — 53,15 км2. Населення становить 16 998 ос. (станом на 31 грудня 2020).

## Географія
Місто розташоване за 40 кілометрів на північний-схід від Дрездена та за 30 кілометрів на північний захід від Баутцена. Місто розташоване на заході історичної області Верхня Лужиця на річці Чорний-Ельстер (Schwarze Elster).

## Галерея

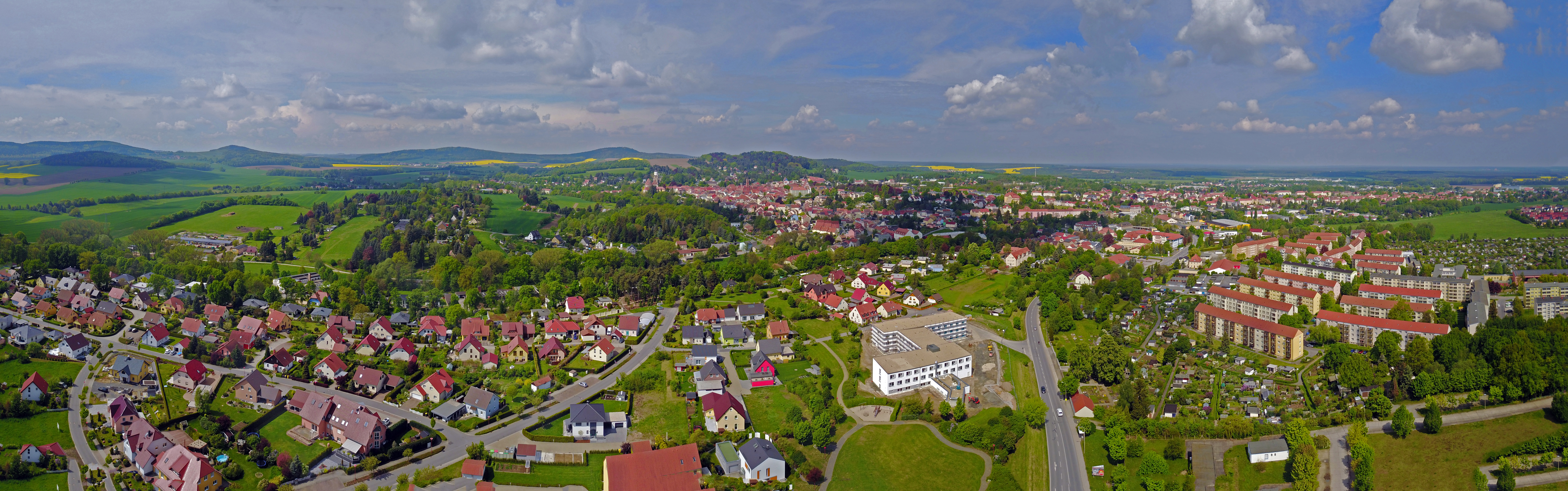
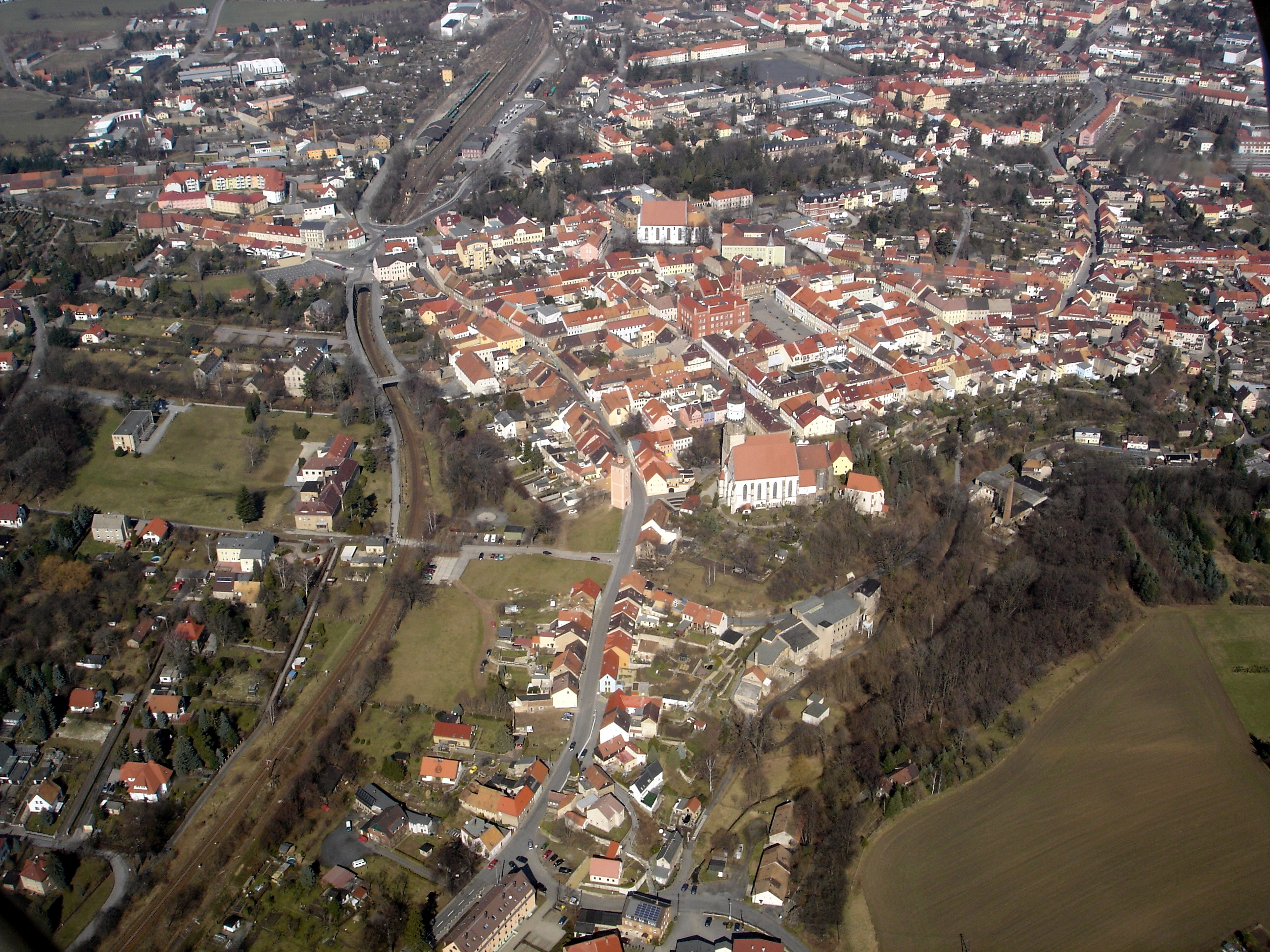
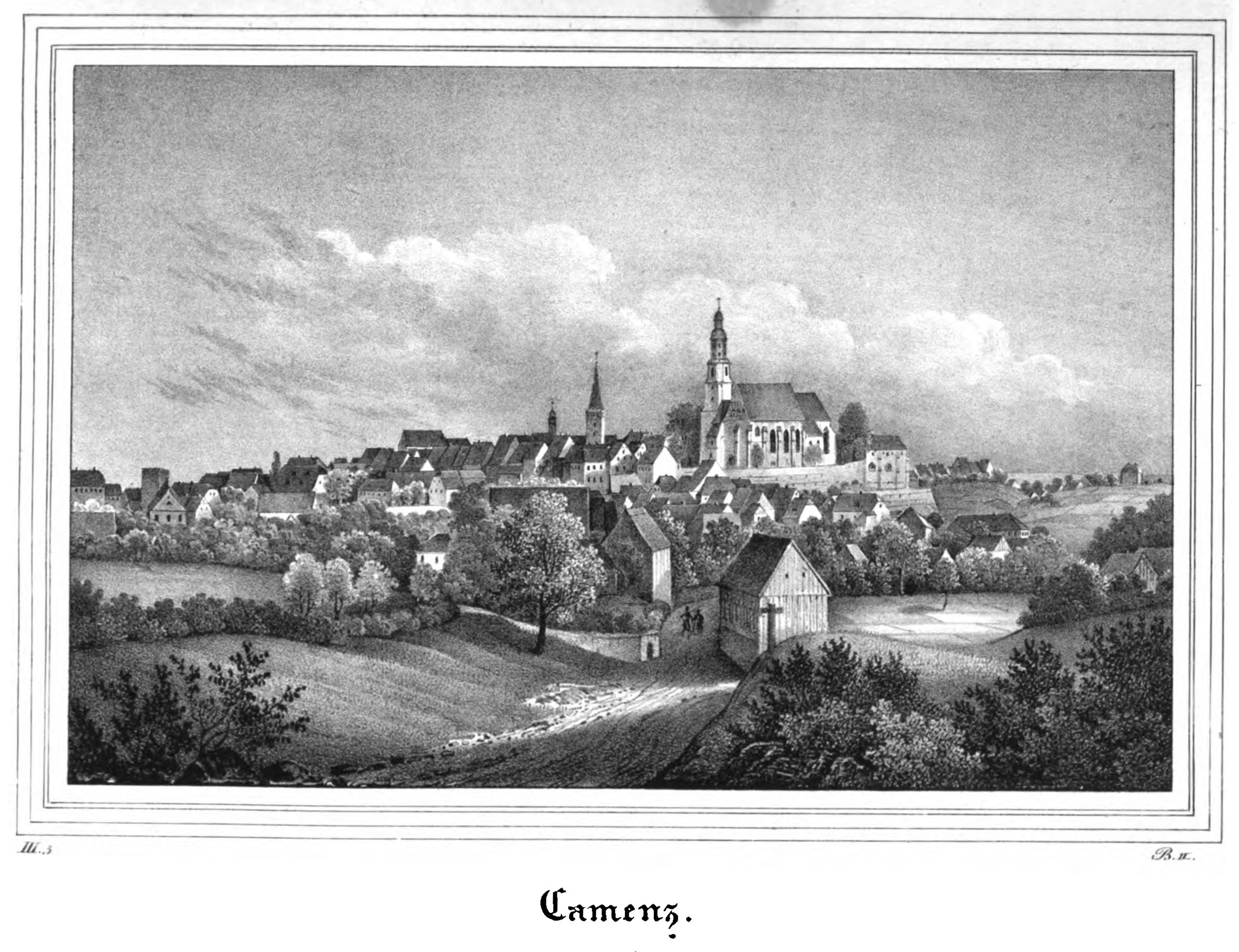
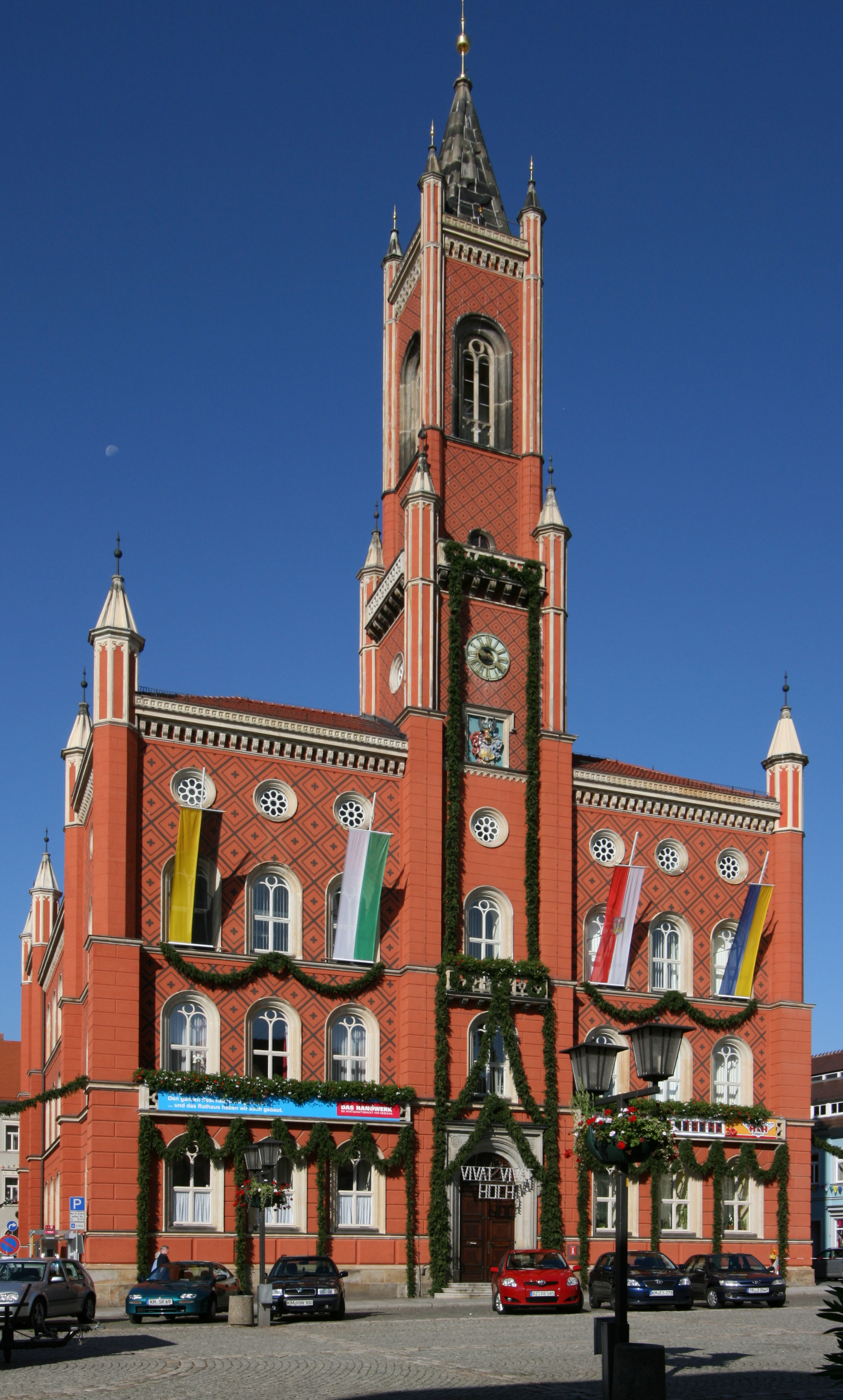
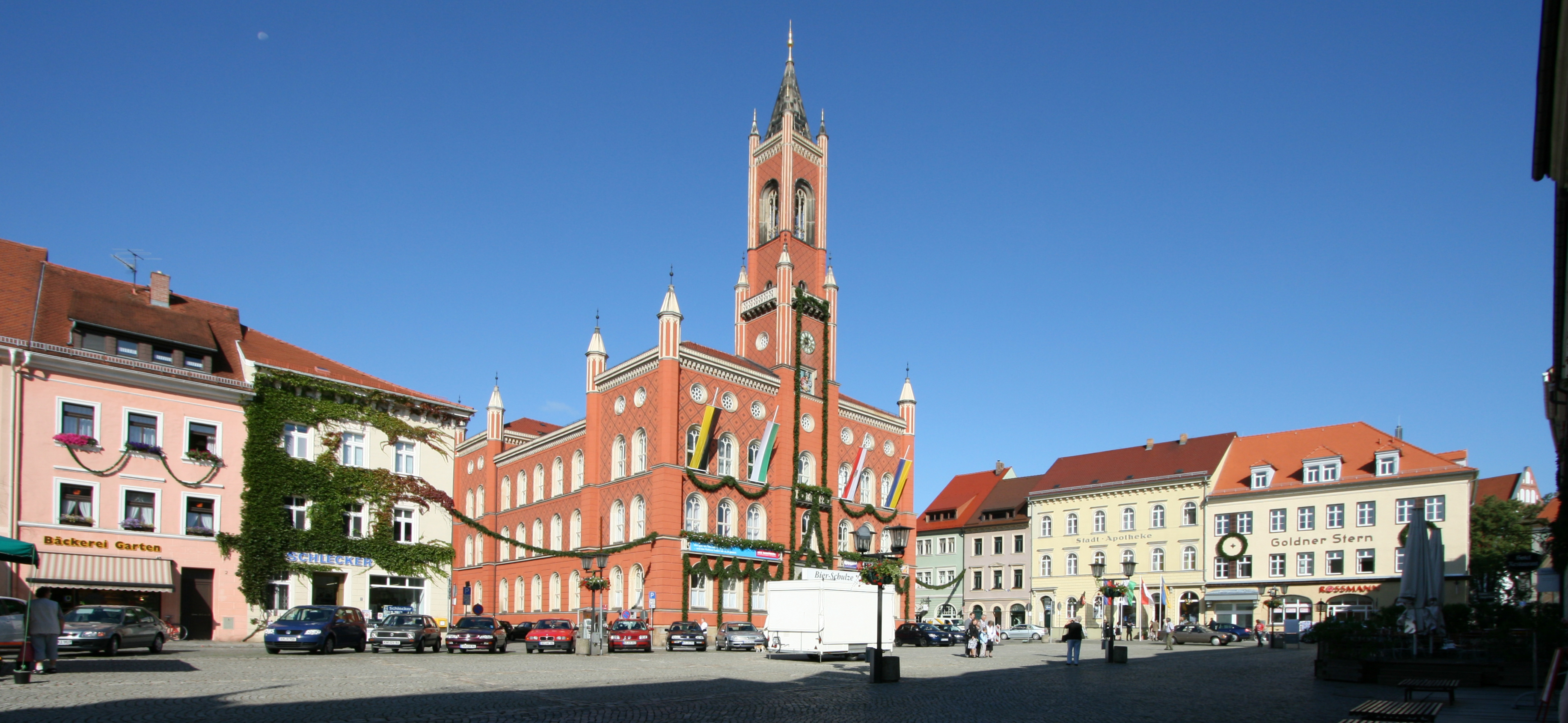